# سازمان ملی جوانان
سازمان ملی جوانان از جمله سازمانهای دولتی ایران بود که بنابر قانون برنامه سوم توسعه، در حد فاصل مهر ۱۳۷۹ تا تیر ۱۳۹۰، به عنوان جایگزین شورای عالی جوانان بود که در نهایت نیز با حکم محمود احمدی‌نژاد، منحل شد. رؤسای این سازمان در طول مدت فعالیتش، در اصل همان دبیرهای شورای عالی جوانان بودند که چارچوب فعالیت‌های یکسانی را شامل می‌شدند منتهی تحت عنوان سمتی متفاوت مشغول کار بودند.

## اهداف و وظایف
از اهداف سازمان ملی جوانان، حل مسایل جوانان، اعتلا و رشد نسل جوان کشور و استفاده بهینه از استعدادها و توانایی‌های نسل جوان می‌باشد.
سازمان دارای وظایفی چون، مطالعه و پژوهش در حوزه‌های راهبردی امور جوانان، تدوین برنامه جامع ساماندهی امور جوانان کشور، دریافت گزارش عملکرد دستگاه‌های اجرایی مرتبط با امور جوانان و بررسی فعالیت‌های این دستگاه‌ها، مطالعه و بررسی قوانین و مقررات مربوط به جوانان، تهیه گزارش وضعیت جوانان کشور در سطح ملی، ارائه شیوه‌های مناسب برای استفاده بهینه از استعدادها و توانایی‌های جوانان و... می‌باشد.

## مرکز فعالیت‌های قرآنی جوانان کشور
جهت ترویج فرهنگ و معارف قرآنی در بیان جوانان کشور، سازمان ملی جوانان در تاریخ ۱۷ مرداد ماه ۱۳۸۹ اقدام به راه‌اندازی مرکز فعالیت‌های قرآنی ویژه جوانان نمود.
هم‌چنین وب سایت این مرکز با نام "ایکا" در رمضان ۱۴۳۱ ه.ق افتتاح گردید.

## رؤسا
ریاست این سازمان در زمان دولت هفتم، بر عهده سید مرتضی میرباقری بود. در زمان دولت هشتم بر عهده رحیم عبادی، در زمان دولت نهم بر عهده محمدجواد حاج‌علی‌اکبری و در دولت دهم نیز، مهرداد بذرپاش به سمت معاون رئیس‌جمهور و رئیس این سازمان منصوب شد.
در سطح مشاور رئیس‌جمهور ایران
- سید مرتضی میرباقری: مهر ۱۳۷۹ تا ۲۹ خرداد ۱۳۸۲
- رحیم عبادی: ۲۹ خرداد ۱۳۸۲[۲] تا ۷ شهریور ۱۳۸۴

در سطح معاون رئیس‌جمهور ایران
- محمدجواد حاج‌علی‌اکبری: ۷ شهریور ۱۳۸۴[۳] تا ۳۱ تیر ۱۳۸۸
- مهرداد بذرپاش: ۳۱ تیر ۱۳۸۸ تا ۲۸ آذر ۱۳۸۹
- فرحناز ترکستانی: ۲۹ آذر ۱۳۸۸ تا ۲۶ بهمن ۱۳۸۹
- همایون حمیدی (سرپرست): ۲۶ بهمن ۱۳۸۹ تا ۴ تیر ۱۳۹۰

## ادغام
به موجب تصویب قانونی توسط نمایندگان مجلس شورای اسلامی در ۸ دی ۱۳۸۹، این سازمان و سازمان تربیت بدنی با ادغام در یکدیگر، تبدیل به وزارت ورزش و جوانان شدند.